# Орбіталь Кона — Шема
Орбіталь Кона—Шема (рос. орбитали Кона — Шема, англ. Kohn — Sham orbitals) — функції ψ(r) в наборі одноелектронних рівнянь Кона—Шема, за допомогою яких можна отримати точні електронні густини, а отже, і загальну енергію системи:
Heffψi(r) = εi ψ(r), i= 1, 2, .., n,
де Heff — ефективний гамільтоніан, виражений як функція електронної густини, ρ(r),
εi — енергії, асоційовані з ψi (r).
Ці фундаментальні в теорії електронної густини рівняння є стартовими в багатьох наближених методах.
Електронна густина ρ(r) обчислюється за рівнянням
ρ(r) = |ψi(r)|2
Такі орбіталі не треба плутати з молекулярними орбіталями, отримуваними за методом Гартрі—Фока, бо вони не мають іншого фізичного смислу окрім того, що дозволяють порахувати електронну густину за рівняннями Кона—Шема.